# Colorado 14ers
Colorado 14ers was een Amerikaans basketbalploeg uit Broomfield die uitkwam in de NBA D-League van 2006 tot 2009.

## Geschiedenis
De Colorado 14ers werden opgericht in 2006 en speelde in het Broomfeld Event Center. De club zou aanvankelijk uitkomen in de Continental Basketball Association maar koos uiteindelijk voor de NBA D-League. De naam is een verwijzing naar meerdere bergen in de staat hoger dan 14.000 feet. De ploeg werd de eerste twee seizoenen gecoacht door Joe Wolf. In hun eerste seizoen won de club van de Albuquerque Thunderbirds, dan van de Idaho Stampede om in de finale te verliezen van de Dakota Wizards. In hun tweede seizoen verloren ze in de halve finale van de Los Angeles D-Fenders.
In hun derde en laatste seizoen werd de ploeg geleid door Bob MacKinnon Jr. De ploeg haalde de play-offs en werden kampioen nadat ze de Erie BayHawks, de Austin Toros en in de finale de Utah Flash versloegen. De club werd hierna verkocht aan Donnie Nelson die de ploeg verhuisde naar Frisco, de ploeg veranderde van naam (Texas Legends), kleuren en coach.

## Erelijst
- NBA D-League-kampioen: 2009
- NBA D-League Rookie of the Year Award: Lou Amundson (2007)
- NBA D-League Sportsmanship Award: Billy Thomas (2008)
- All-NBA D-League First Team: Lou Amundson (2007), Elton Brown (2007), Von Wafer (2007), Eddie Gill (2008)
- All-NBA D-League Second Team: Kaniel Dickens (2008), Josh Davis (2009)
- All-NBA D-League Third Team: Billy Thomas (2008), Eddie Gill (2009)

## Resultaten
| Seizoen | Wins | Verlies | Play-offs    | Coach             |
| ------- | ---- | ------- | ------------ | ----------------- |
| 2006/07 | 28   | 22      | finale       | Joe Wolf          |
| 2007/08 | 29   | 21      | halve finale | Joe Wolf          |
| 2008/09 | 34   | 16      | Kampioen     | Bob MacKinnon Jr. |

## Bekende (oud-)spelers
| - Justin Cage - Brian Greene |